# Giennadij Czuriłow
Giennadij Stanisławowicz Czuriłow, ros. Геннадий Станиславович Чурилов (ur. 5 maja 1987 w Magnitogorsku, zm. 7 września 2011 w Jarosławiu) – rosyjski hokeista, reprezentant Rosji.

## Życiorys
Kariera klubowa
- Mietałłurg 2 Magnitogorsk (2003–2004)
- Quebec Remparts (2004–2005)
- Łokomotiw Jarosław (2005–2011)

Jego ojciec Stanisław (ur. 1960) i brat Wiktor (ur. 1983) także byli hokeistami.
Wychowanek Mietałłurga Magnitogorsk. Uczestniczył w turniejach mistrzostw świata do lat 17 edycji 2004, mistrzostw świata juniorów do lat 20 edycji 2006, 2006. W późniejszych latach był reprezentantem seniorskiej kadry Rosji. 
Od 2005 zawodnik Łokomotiwu Jarosław. Zginął 7 września 2011 w katastrofie samolotu pasażerskiego Jak-42D w pobliżu Jarosławia. Wraz z drużyną leciał do Mińska na inauguracyjny mecz ligi KHL sezonu 2011/12 z Dynama Mińsk.
Został pochowany w rodzinnym Magnitogorsku.
23 czerwca 2012 roku w hali Traktor Arena w Czelabińsku odbył się mecz upamiętniający dwóch hokeistów-ofiary katastrofy. Został zorganizowany przez przyjaciół obu hokeistów. Wystąpiły w nim naprzeciw siebie dwa zespoły: honorujący Giennadija Czuriłowa w niebieskich strojach z numerem 21 oraz emblematem rodzinnego miasta Magnitogorska, oraz złożony z kolegów Aleksandra Kalanina, w białych strojach, z numerem 28 i emblematem rodzinnego miasta Czelabińska. Spotkanie zakończyło się wynikiem 6:6, zaś w serii najazdów zwycięstwo drużynie z Magnitogorsk zapewnił Dienis Mosalow. Na meczu obecni byli członkowie rodzin i bliscy hokeistów.

## Sukcesy
Reprezentacyjne
- Srebrny medal mistrzostw świata juniorów do lat 20: 2006, 2006

Klubowe
- Srebrny medal mistrzostw Rosji: 2008, 2009 z Łokomotiwem Jarosław
- Brązowy medal mistrzostw Rosji: 2011 z Łokomotiwem Jarosław

Indywidualne
- KHL (2009/2010):
  - Trzecie miejsce w klasyfikacji asystentów w fazie play-off: 10 asyst
  - Nagroda Żelazny Człowiek – najwięcej rozegranych meczów w ostatnich trzech sezonach: 221
- KHL (2010/2011):
  - Piąte miejsce w klasyfikacji asystentów w fazie play-off: 13 asyst